# Mézga család
Mézga család (em português, "A Família Mézga") é uma família ficcional de três séries televisivas húngaras de bonecos animados produzidos pelos Pannónia Filmstúdió entre 1969 e 1978.